# John Mayer
John Mayer   (Bridgeport, 16 d'octubre de 1977) John Clayton Mayer és un músic, cantant i compositor, periodista i productor musical estatunidenc.
Va néixer i créixer a la població estatunidenca de Fairfield, a l'estat de Connecticut, on va assistir a la Fairfield Warde High School. Després va anar al Berklee College of Music a Boston abans de traslladar-se a Atlanta, a l'estat de Geòrgia, el 1997, on va refinar les seves habilitats i guanyà molts seguidors. Els seus dos primers àlbums d'estudi, Room for Squares i Heavier Things, van aconseguir un bon resultat comercial, i van obtenir l'estatus multiplatí. El 2003 va guanyar un Premi Grammy al millor intèrpret vocal masculí per "Your Body Is a Wonderland".
Va començar la seva carrera tocant rock acústic, i es va acostar a poc a poc cap al gènere del blues, fina a arribar a col·laborar el 2005 amb artistes com B. B. King, Buddy Guy i Eric Clapton, i formant el John Mayer Trio. La influència del blues és patent en el seu àlbum Continuum, llançat el setembre de 2006. Va guanyar el Premi Grammy en les categories de millor àlbum vocal pop per Continuum i de millor interpretació vocal pop masculina per "Waiting on the World to Change" a la gala número 49 dels premis Grammy de 2007. Battle Studies, el seu quart disc d'estudi, va sortir al mercat el novembre de 2009. La carrera de Mayer s'ha estès fins a abastar comèdia verbal, disseny gràfic i escriptura; ha escrit columnes per a algunes revistes, entre elles Esquire. També es dedica a activitats filantròpiques a través de la seva pròpia fundació, Back to You. A més, des de 2006, a causa d'una sèrie de relacions personals ha aparegut amb certa assiduïtat en les revistes de la premsa rosa.

## Biografia
Mayer va néixer el 16 d'octubre de 1977 a Bridgeport, Connecticut. Els seus pares són Margaret, professora d'anglès, i Richard, director d'una escola secundària. Va créixer a Fairfield, Connecticut, sent el segon de tres germans. Mayer és jueu per la part del seu pare i ha arribat a dir: "M'identifico amb el judaisme". Criat a Fairfield, Mayer es va fer amic del tenista professional James Blake. Allà va assistir a l'escola de secundària, a pesar d'estar també matriculat al Center for Global Studies de Brien McMahon High School de Norwalk, on estudiava japonès. En una entrevista concedida al programa Late Night with Conan O'Brien, Mayer va dir que va tocar el clarinet durant un temps, amb pocs progressos. Després de veure la interpretació de guitarra de Michael J. Fox com a Marty McFly a Back to the Future, Mayer es va fascinar per l'instrument, i quan va complir tretze anys el seu pare n'hi va aconseguir una.
Poc després, un veí li va regalar un casset amb música de Stevie Ray Vaughan, cosa que va originar la intensa atracció de Mayer per la música blues. Mayer va començar a rebre classes de l'amo d'una botiga de guitarres de la zona, i ràpidament es va obsessionar amb l'instrument. La seva obsessió va preocupar els seus pares, per la qual cosa el van portar en dues ocasions a un psiquiatre. Mayer ha dit que les constants discussions entre els seus pares el van portar a "desaparèixer i crear un món propi en què creure". Després de dos anys practicant, va començar a tocar en bars de blues i altres sales de concert de la zona, compaginant-ho amb els seus estudis de secundària. A més de tocar en solitari, tocava amb una banda anomenada Villanova Junction (per una cançó de Jimi Hendrix) al costat de Tim Procaccini, Joe Beleznay i Rich Wolf. Mayer es va arribar a plantejar abandonar els estudis per dedicar-se plenament a la música, però els seus pares finalment el van dissuadir.
Als disset anys, va patir una arrítmia cardíaca, a causa de la qual va estar una setmana hospitalitzat. Meditant sobre l'incident, Mayer va dir: "Aquest va ser el moment en què el compositor que portava dins va néixer en mi", i va escriure les seves primeres lletres la mateixa nit en què va sortir de l'hospital. Poc després d'aquest incident, va començar a patir atacs de pànic, i va viure amb la por d'acabar ingressat en una institució mental. Segueix patint d'ansietat i el combat amb Xanax, un medicament antiansietat. Després de la seva graduació, va treballar quinze mesos en una gasolinera fins que va reunir prou diners per comprar-se una Stratocaster Stevie Ray Vaughan de 1996.

## Vida personal
És un col·leccionista de rellotges i té peces que costen desenes de milers de dòlars. Mayer també té una col·lecció extensa de sabatilles d'esport, estimada (el 2006) en més de 200 parells.
Mayer va mantenir una breu relació el 2002 amb Jennifer Love Hewitt; el 2006 va fer broma dient que mai havien arribat a tenir relacions sexuals, però se'n va disculpar amb ells més endavant. Mayer va tenir una relació amb Jessica Simpson que va començar l'estiu del 2006 i va durar prop de nou mesos. Els rumors van començar l'agost d'aquell any amb un article de la revista People, però l'enrenou més gros va ser quan Mayer i Simpson van assistir plegats a la festa de Cap d'Any de Christina Aguilera a Nova York. A la catifa vermella dels Grammy de 2007, li van preguntar a Mayer sobre la seva relació amb Simpson, i va respondre en japonès per esquivar la pregunta. Tot i que inicialment algunes traduccions es contradeien, ell va dir: "Jessica és una dona encantadora, i estic content d'estar amb ella". No obstant això, la parella es va separar el maig de 2007. Mayer va començar a sortir amb l'actriu Minka Kelly el setembre de 2007. Durant el 2008 i a començaments del 2009 va tenir una relació amb l'actriu Jennifer Aniston. Es va rumorejar que també va tenir una relació amb la cantant americana Taylor Swift, 12 anys més jove, que li va dedicar la cançó I Knew You Were A Trouble. Swift parla d'aquesta relació a la cançó "Dear John", del seu àlbum Speak Now, i no el deixa gaire ben parat.
Discografia
- Inside Wants Out - 1999
- Room for Squares - 2001
- Heavier Things - 2004
- Continuum - 2006
- Battle Studies - 2009
- Born and Raised - 2012
- Paradise Valley - 2013
- The Search for Everything - 2017
- Sob Rock - 2021

## Premis

### Premis Grammy
Els Premis Grammy són atorgats anualment per l'Acadèmia Nacional de les Arts i de les Ciències de l'Enregistrament dels Estats Units. Mayer ha guanyat set premis de 19 nominacions.
| Any  | Adjudicatari                                       | Categoría                                                                 | Resultat   |
| ---- | -------------------------------------------------- | ------------------------------------------------------------------------- | ---------- |
| 2003 | John Mayer                                         | Millor nou artista                                                        | Nominat    |
| 2003 | "Your Body Is a Wonderland"                        | Mejor Actuación Masculina Pop                                             | Va Guanyar |
| 2005 | "Daughters"                                        | Cançó de l'any                                                            | Va Guanyar |
| 2005 | "Daughters"                                        | Millor Actuació Masculina Pop                                             | Va Guanyar |
| 2007 | Continuum                                          | Àlbum de l'any                                                            | Nominat    |
| 2007 | Continuum                                          | Millor àlbum de pop vocal                                                 | Va Guanyar |
| 2007 | Try!                                               | Millor àlbum de rock                                                      | Nominat    |
| 2007 | "Waiting on the World to Change"                   | Millor Actuació Masculina Pop                                             | Va Guanyar |
| 2007 | "Route 66"                                         | Millor Actuació Rock Masculina                                            | Nominat    |
| 2008 | "Belief"                                           | Millor Actuació Masculina Pop                                             | Nominat    |
| 2009 | "Say"                                              | Mejor Actuación Masculina Pop                                             | Va Guanyar |
| 2009 | "Say"                                              | Millor Cançó Escrita per una Pel·lícula, Televisió o un altre Medi Visual | Nominat    |
| 2009 | "Gravity"                                          | Millor Actuació Rock Masculina                                            | Va Guanyar |
| 2009 | "Lesson Learned"                                   | Millor Col·laboració Pop a Veu                                            | Nominat    |
| 2009 | Where the Light Is: John Mayer Live in Los Angeles | Millor Vídeo Llarg Musical                                                | Nominat    |

### Altres premis i nominacions
| Any  | Premi                                           | Categoría |
| ---- | ----------------------------------------------- | --- |
| 2002 | MTV Video Music Awards                          | - Millor Nou Artista en el Vídeo para "No Such Thing" – Nominat |
| 2002 | Orville H. Gibson Guitar Awards                 | - Premi Les Paul Horizon (Millor Guitarrista Prometedor) |
| 2002 | VH1 Big in 2002 Awards                          | - Premi Can't Get You Out of My Head per "No Such Thing" |
| 2002 | Pollstar Concert Industry Awards                | - Millor Artista Nou a Gires |
| 2003 | 20th Annual ASCAP Awards                        | - ASCAP Pop Award – "No Such Thing" (compartit amb Clay Cook) Premiat a escritors de cançons i editors de les cançons més interpretadas del repetori d'ASCAP en el període del premi                  |
| 2003 | 31st Annual American Music Awards               | - Artista Masculi Favorit – Pop or Rock 'n Roll Music |
| 2003 | 15th Annual Boston Music Awards                 | - Acte de l'any - Vocalista Masculi de l'Año - Cançó de l'Any per "Your Body Is a Wonderland" |
| 2003 | MTV Video Music Awards                          | - Millor Video Masculi |
| 2003 | Radio Music Awards                              | - Artista Adult Modern Contemporani a Radio de l'any - Millor Cançó Enganchifosa per "Your Body Is a Wonderland"                                                                                      |
| 2003 | Teen People Awards                              | - Elecció Musical - Artista Masculi - Elecció Musical - Álbum per Any Given Thursday |
| 2003 | Danish Music Awards                             | - Millor Artista Nou |
| 2004 | BDS Certified Spin Awards March 2004 recipients | - Va arribar a 100,000 gires per "Why Georgia" |
| 2005 | 33rd annual American Music Awards               | - Adult Contemporani: Artista Favorit |
| 2005 | World Music Awards                              | - Mejor Artista Rock Vendiendo |
| 2005 | People's Choice Awards                          | - Artista Favorit Masculi |
| 2007 | 35th Annual American Music Awards               | - Música Adulta Contemporánea - nominat |
| 2007 | 23rd Annual TEC Awards                          | - Producció Tour Sound (per la gira Continum) - Producció de l'álbum/Cançó o Senzill (per la producció a "Waiting on the World to Change") - Producció de l'álbum/Álbum (de la producció a Continuum) |